# Ескейпологія

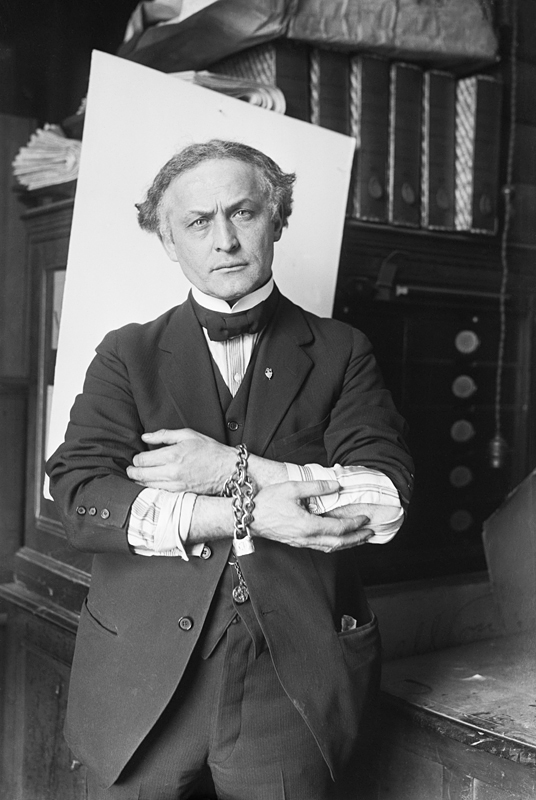
Гаррі Гудіні — найвідоміший виконавець трюків зі зникненням і втечами

Ескейпологія (англ. Escapology, іноді ескапологія) – різновид ілюзіонізму, мистецтво звільнення від пут за допомогою кісткових і м'язових маніпуляцій. Виконавець трюку (англ. escapologist) може звільнитися від наручників, гамівної сорочки, вибратися з клітки, труни, сталевої коробки, бочки, мішка, палаючої будівлі, акваріума або ж уникнути інших небезпек, які часто поєднуються в одній виставі.

## Історія
Мистецтво звільнення від пут та із замкнених просторів було умінням, що розвивалося і використовувалося виконавцями впродовж доволі тривалого часу. Спочатку воно не демонструвалося як пряма публічна вистава, а здійснювалося задля створення ілюзії зникнення чи переміщення людини . У 1860-х роках, брати Девенпорт давали вистави під час яких дивним чином звільняли себе мотузок і складних вузлів, використовуючи мистецтво для створення враження впливу спіритуалізму . Інші ілюзіоністи відтворювали окремі трюки братів, щоб викривати їх ніби-то екстрасенсорні здібності.

Через тридцять років Гаррі Гудіні почав показувати це мистецтво як окрему цілісну виставу, побудувавши кар'єру на демонстрації здатності викручуватися і уникати смертельних небезпек за найрізноманітніших створених сценічно обставин. Виступи саме Г. Гудіні значною мірою визначили увесь подальший репертуар ескейпологіі, що почав традиційно включати такі трюки, як звільнення від наручників, замків, гамівних сорочок, поштових мішків, пивних бочок і тюремних камер. Цікаво, що чимало відомих ілюзіоністів і фокусників сучасності мають в своєму репертуарі бодай один трюк зі звільненням або втечею. Наприклад, славнозвісний Девід Коперфілд у кожному своєму шоу має один трюк такого роду. Істотним компонентом трюків зі звільнення або втечі є загрозливе відчуття терміновості, що додає гостроти і видовищності виставі. Сучасні артисти відповідного жанру 
додають нові ідеї та створюють варіації старих трюків в основі який часто лежать ідеї саме Г.Гудіні.
Вважається, що термін ескейпологія був введений австралійським ілюзіоністом Мюрреєм (Норман Мюррей Уолтерс), сучасником Гудіні.

## Організації
UKEA — професійна організація Великої Британії, заснована в 2004 році.
International Escapologists Society — інтернет-спільнота, присвячена мистецтву втечі на міжнародному рівні.
Escape Masters — засноване в 1985 році Норманом Бігелоу, видає журнал з 2001 року.

## Форми вистав
Найбільшого поширення набули такі форми вистав:
- Прихована — стиль виконання трюків, коли звільнення відбувається за екраном або в шафі чи іншому закритому приміщенні задля приховування секретів виконання. Недоліком такої форми дійства є те, що глядачі можуть помилково припускати наявність асистента, якого вони, можливо, не бачать;
- Повністю доступна для огляду — форма стави, популяризована Нілом Бігелоу в 1970-х, при якій глядач бачить усі маніпуляції виконавця.
- Втеча або смерть — форма подання, створена Гудіні, що припускає як мінімум три смертельні небезпеки для життя виконавця. Серед небезпек: смерть в результаті утоплення, смерть від задухи (в герметичних корпусах, наприклад, трунах) і смерть від падіння з висоти.

## Відомі виконавці
- Гаррі Гудіні
- Джеймс Ренді
- Major Zamora[en]
- Frank Reno[en]
- Steve Santini[en]
- Dorothy Dietrich[en]
- Dean Gunnarson[en]
- Alan Alan[en]
- Bill Shirk[en]
- Jonathan Goodwin[en]
- Kristen Johnson[en]
- Roslyn Walker[en]
- Gopinath Muthukad[en]